# Valery Arshba
Valery Arshba ( em abcázio:  Валери Шалва-иҧа Аршба  </link> , em russo:  Валерий Шалвович Аршба  </link> , em georgiano:  ვალერი არშბა </link> ; nascido em 4 de outubro de 1949 em Tkvarcheli ) foi o primeiro vice-presidente da República da Abecásia. Ele foi eleito pela primeira vez para o cargo em 5 de janeiro de 1995, sob o presidente Vladislav Ardzinba.
A dupla foi reeleita nas eleições presidenciais de 1999, sem oposição. Arshba inicialmente foi candidato nas eleições presidenciais da Abecásia em outubro de 2004, mas retirou-se pouco antes do início do período de campanha devido à pressão de sua família.
Durante a crise pós-eleitoral que se seguiu, Arshba apoiou o candidato da oposição Sergei Bagapsh, que se tornou presidente após um acordo de partilha de poder com seu rival Raul Khajimba e novas eleições em janeiro de 2005, Valery Arshba foi nomeado chefe da administração presidencial da Abecásia em 15 de fevereiro de 2005.